# Tarmrening
Tarmrening är en alternativmedicinsk metod för att tömma tarmen, vilket förespråkare av behandlingen anser vara hälsobefrämjande. Tarmrening skiljer sig från lavemang i det att man påverkar kroppen att själv tömma tarmen. 
Inom hawaiiansk tarmrening intar man genom munnen en saltlösning med högre salthalt än kroppens egen. Man skapar då en så kallad osmotisk tryckskillnad, vilket ger upphov till en vätskevandring från den omgivande kroppen in till tarmen. Detta anses (enligt metodens förespråkare ) få beläggningar som sitter på tarmen att lossa. Dessa påstådda beläggningar kallas av förespråkarna även för tarmplack. Effekten sägs förstärkas med hjälp av intag av örter och ibland även leror. Denna metod togs till Sverige i mitten av 80-talet av Lena Kristina Tuulse[källa behövs].
Den amerikanske hälsoentreprenören Bernard Jensen har behandlat tarmrening i flera av sina böcker.
Den medicinska vetenskapen har inte funnit belägg för att något slags "plack" skulle fastna i tarmen och orsaka problem och teorin att kroppens avfallshantering skulle vara en stor sjukdomsorsak saknar vetenskaplig stöd. En förklaring av de utstötta "plack" som anhängare av metoden visar upp som resultat av behandlingen är att de medel som intas gummerar avföringen. Behandlingen skapar alltså de "plack" som den säger sig behandla.